# Índice de condición del pavimento

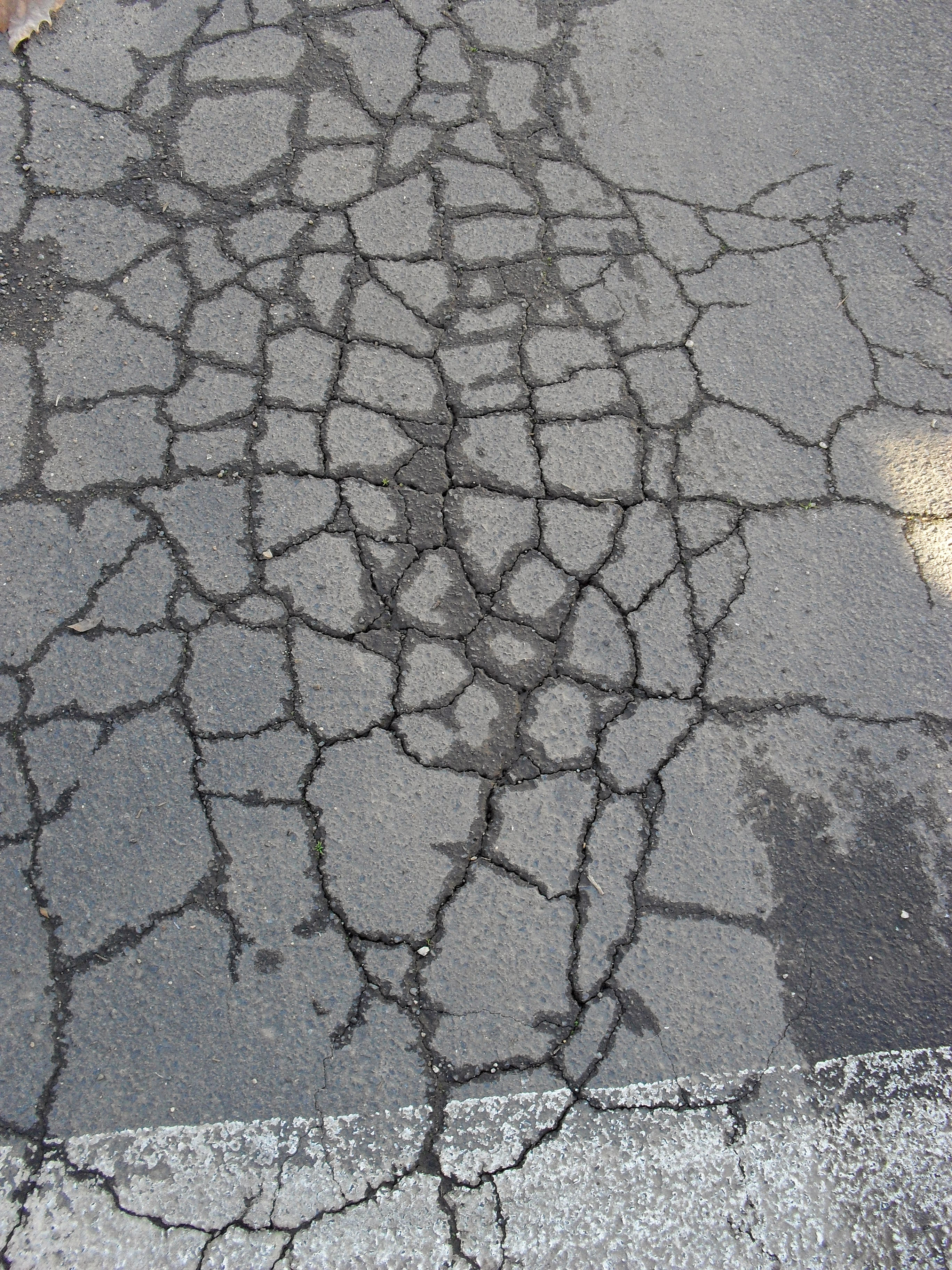
Deterioro del asfaltado en forma de piel de cocodrilo

El Índice de Condición del Pavimento (en inglés Pavement Condition Index) o PCI se constituye en la metodología más completa para la evaluación y calificación de carreteras dentro de los modelos de gestión vial disponibles en la actualidad. PCI es un índice numérico entre 0 y 100. Un pavimento nuevo tiene un PCI de 100. Luego se deteriora y llega a 0 con el tiempo.

## Historia
El índice de condición del pavimento fue introducido por primera vez por el ejército de los EE. UU. Hoy en día, la recopilación y el cálculo de PCI está estandarizado por ASTM International en dos documentos: ASTM D6433 y ASTM D5340.5.

## Cálculo de PCI
El PCI se calcula recopilando datos sobre múltiples defectos. A continuación, se debe medir la densidad del daño. A continuación, la densidad de daños se traduce en 'valor deducido' utilizando curvas ASTM. Finalmente, PCI se calcula en un proceso iterativo. Los defectos de pavimento más importantes para el cálculo de PCI son:
- Piel de cocodrilo
- Parcheo
- Exudación
- Pulimento de agregados
- Agrietamiento en bloque
- Huecos
- Abultamientos y hundimientos
- Cruce de vía férrea
- Corrugación
- Ahuellamiento
- Depresión
- Desplazamiento
- Grieta de borde
- Grieta parabólica (slippage)
- Grieta de reflexión de junta
- Hinchamiento
- Desnivel carril / berma
- Desprendimiento de agregados
- Grietas long y transversal

## Categorización de PCI
ASTM clasifica PCI en los siguientes rangos. En la práctica, una carretera con un PCI inferior a 40 no se puede utilizar.
| Rango  | Class     |
| ------ | --------- |
| 85-100 | Excelente |
| 70-85  | Muy Bueno |
| 55-70  | Bueno     |
| 40-55  | Regular   |
| 25-40  | Malo      |
| 10-25  | Muy Malo  |
| 0-10   | Fallado   |

## Relación con IRI
PCI generalmente tiene una relación inversa con el IRI. Una carretera suave con un IRI bajo suele tener un PCI elevado. Sin embargo, esto no siempre es cierto, y una carretera con un IRI bajo también podría tener un PCI bajo y viceversa. Por lo tanto, uno de estos indicadores de desempeño no es necesariamente suficiente para describir el estado de la carretera de manera integral.